# Civières
Civières település Franciaországban, Eure megyében. Lakosainak száma 220 fő (2018. január 1.). Civières Cahaignes, Vexin-sur-Epte és Fours-en-Vexin községekkel határos.

## Népesség
A település népességének változása:
| Lakosok száma | 123  | 115  | 132  | 194  | 227  | 229  | 219  | 218  | 222  | 220  |
|               | 1962 | 1968 | 1982 | 1990 | 1999 | 2008 | 2011 | 2013 | 2017 | 2018 |